# Rosa Schweninger
Rosa Schweninger (* 11. Februar 1848 in Wien; † 17. Oktober 1918 ebenda) war eine österreichische Malerin.

## Leben
Rosa Schweninger entstammte einer Wiener Künstlerfamilie, sie war die Tochter des Malers Carl Schweninger des Älteren (1818–1887) und Schwester des Malers Carl Schweninger des Jüngeren (1854–1912). Nach erstem Malunterricht bei ihrem Vater studierte sie von 1869 bis 1871 Malerei an der k.k. Kunstgewerbeschule des k.k. Österreichischen Museums für Kunst und Industrie bei Friedrich Sturm (1822–1898). Sie malte vorwiegend Porträts und Blumenstillleben.
Ihre Bilder wurden auf der 1893er Chicagoer Weltausstellung ausgestellt.
Sie porträtierte die Hermannstädter Komponistin Bertha von Brukenthal, die ihr ihre Zwei Lieder, op. 20 widmete. Das Porträt von Bertha von Brukenthal befindet sich im Brukenthal-Museum in Sibiu, Rumänien.

## Galerie

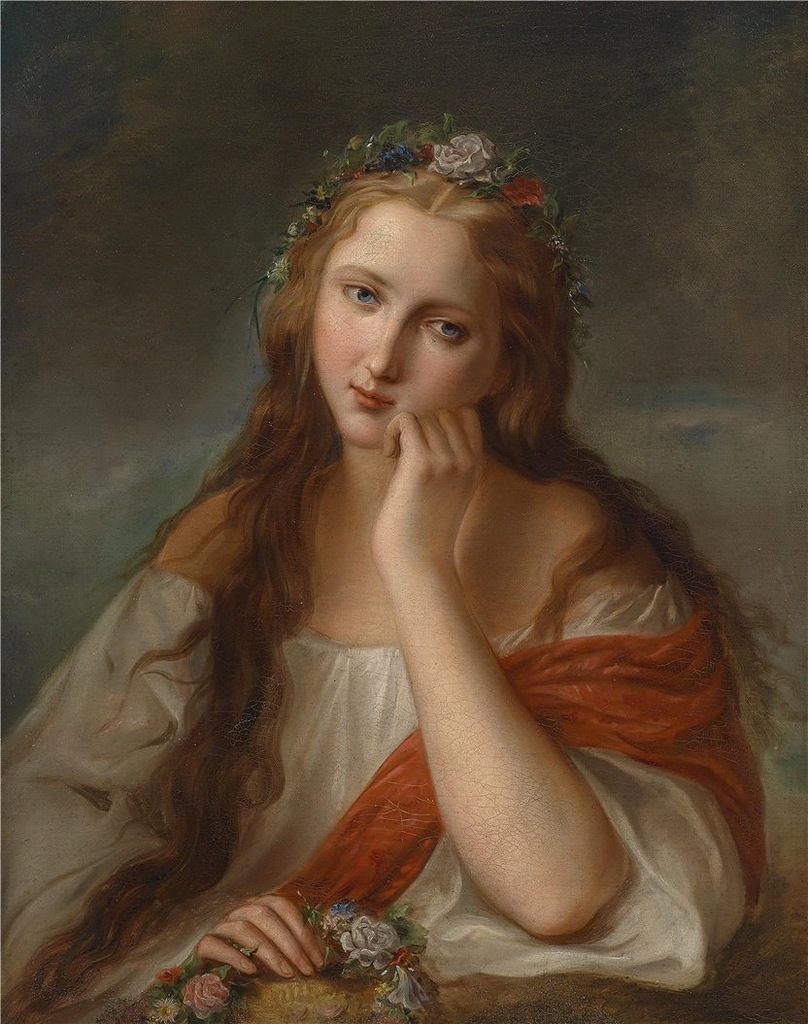
Erwartung
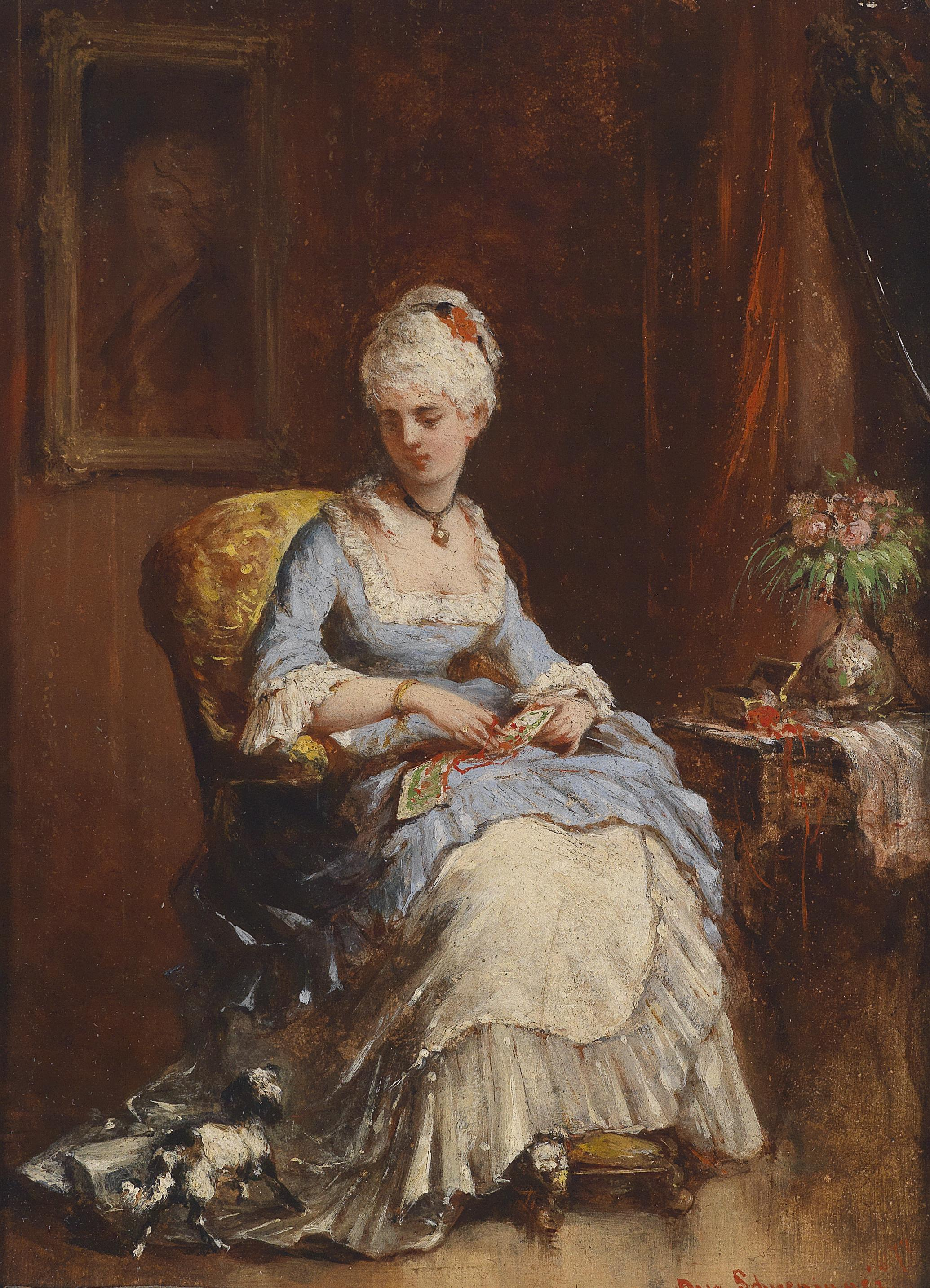
Junge Dame mit Hündchen
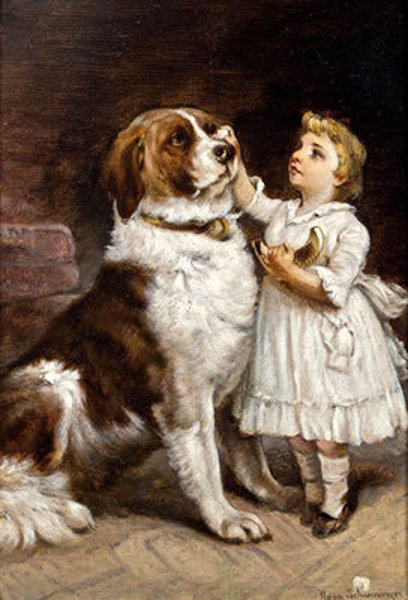
Mädchen mit Bernhardinerhund
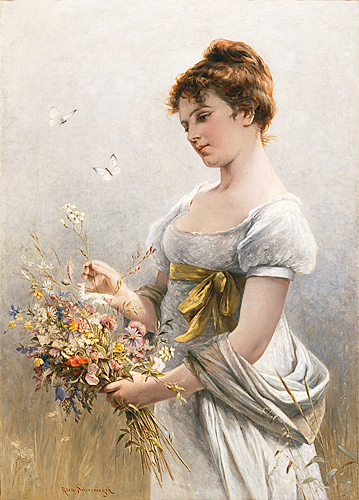
Sommer
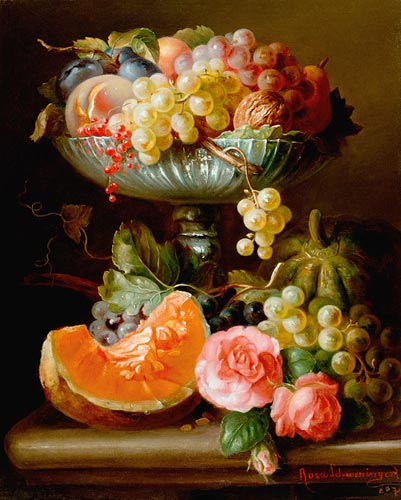
Stillleben mit Früchten und Rosen